# Венера-3
Венера-3 је била совјетска аутоматска научно-истраживачка станица (вештачки сателит) намењена за истраживање планете Венере. Лансирана је 16. новембра 1965.

## Ток мисије
Лансирана је 16. новембра 1965. заједно са апаратом Венера-2. Током лета ка Венери испитиване су даљинске радио везе, магнетско поље, космичко зрачење, честице малих енергија, сунчева плазма и њихов спектар, и микрометеори.
После три и по месеца лета, 1. марта 1966, на Венеру се спустила совјетска “Венера 3“, први васионски брод који је приспео на неку другу планету.
Венера-3 је била конструисана да издржи високи атмосферски притисак, али по уласку у Венерину атмосферу губи сваки контакт са контролним пунктом на Земљи.

## Основни подаци о лету
- Датум лансирања: 16. новембар 1965.
- Ракета носач:
- Мјесто лансирања: Тјуратам, Бајконур
- Маса сателита (kg): 960

## Галерија
- Комеморативна марка лета.